# L'Été de Kikujiro
Pour la bande originale, voir L'Été de Kikujiro (bande originale).
Pour plus de détails, voir Fiche technique et Distribution.
L'Été de Kikujiro (菊次郎の夏, Kikujirō no natsu) est une comédie dramatique japonaise de et avec Takeshi Kitano, sortie en 1999.

## Synopsis
Alors que les vacances d'été débutent, un jeune garçon âgé de neuf ans nommé Masao (正男), vit seul avec sa grand-mère, car son père est décédé et sa mère travaille depuis longtemps dans une autre ville. En allant chercher un cachet pour signer la réception d'un colis, il retrouve par hasard des photos de sa mère, ce qui augmente sa tristesse. Avec l'aide d'un ancien yakuza nommé Kikujiro (菊次郎, Kikujirō), Masao décide de partir en voyage pour la retrouver. Le duo improvise alors leurs déplacements à travers le pays et rencontrent sur leur voyage des personnages insolites, parfois dangereux. Par la suite ils vont faire connaissance avec un marchand ambulant sympathique et un duo de motards.

## Fiche technique
- Titre original : 菊次郎の夏 Kikujirō no natsu
- Titre français : L'été de Kikujiro
- Réalisation et scénario : Takeshi Kitano
- Photographie : Katsumi Yanagijima
- Direction artistique : Norihiro Isoda
- Décors : Tatsuo Ozeki
- Distribution des rôles : Takefumi Yoshikawa
- Montage : Takeshi Kitano et Yoshinori Ohta
- Musique : Joe Hisaishi
- Production : Masayuki Mori et Takio Yoshida, Shinji Komiya (exécutif)
- Sociétés de production : Bandai Visual Company, Nippon Herald Films, Office Kitano et Tokyo FM Broadcasting Co.
- Sociétés de distribution : Océan (France), Sony Pictures Classics (États-Unis)
- Pays :  Japon
- Langue : japonais
- Genre : Comédie dramatique
- Durée : 116 minutes
- Dates de sortie :
  - France : présentation au Festival de Cannes le 20 mai 1999, sortie nationale le 20 octobre 1999
  - Japon : 5 juin 1999

## Distribution
- Takeshi Kitano (VF : Sylvain Joubert) : Kikujiro Takeda
- Yusuke Sekiguchi : Masao
- Kayoko Kishimoto (VF : Françoise Cadol) : la femme de Kikujiro
- Great Gidayu (VF : Patrice Dozier) : le biker barbu
- Rakkyo Ide (VF : Georges Caudron) : le biker chauve
- Akaji Maro : l'inconnu terrifiant
- Yūko Daike : la mère de Masao
- Fumie Hosokawa : la jeune jongleuse
- Nezumi Imamura (VF : Olivier Jankovic) : le poète
- Beat Kiyoshi (VF : Jean-Claude Sachot) : le paysan de l'arrêt de bus
- Daigaku Sekine : le chef des yakuzas
- Makoto Inamiya : un yakuza
- Hisahiko Murasawa : un yakuza
- Tarou Suwata : un yakuza

## Musique
La bande originale du film a été composée par Joe Hisaishi en 1999.

## Sortie du film et accueil
L'Été de Kikujiro obtient un accueil largement favorable des critiques professionnels en France, avec une moyenne de 4⁄5 sur le site Allociné, pour 16 critiques. Toutefois, dans les pays anglophones, l'accueil est plus mitigé, avec un score de 44⁄100 sur le site Metacritic, pour 25 critiques et 59% sur le site Rotten Tomatoes, pour 49 critiques et une moyenne de 5.7⁄10.
Le film sort en salles le 20 octobre 1999 en France, plus de trois mois après le Japon. Il prend la neuvième place du box-office français avec 84 776 entrées en première semaine, faisant relativement mieux que Hana-Bi qui avait démarré à 29 292 entrées à la même période. L'Été de Kikujiro était le meilleur démarrage de Kitano sur le territoire français avant d'être dépassé par Aniki, mon frère en 2000 (120 974 entrées) et par Zatoichi en 2003 (89 614 entrées). Le film se maintient sur la durée et totalise 420 849 entrées entre sa sortie initiale en octobre 1999 et les ressorties entre 2000 et 2004 dans les salles art et essai. Le long-métrage est à nouveau redistribué le 20 juillet 2016 sur l'ensemble du territoire français et totalise 6 298 spectateurs supplémentaires, portant le cumul à 427 777 entrées, ce qui en fait le meilleur résultat d'un film réalisé par Kitano en France.
Le 26 mai 2000, L'Été de Kikujiro est distribué aux États-Unis dans un circuit de salles limité et totalise 28 089 $ le premier week-end de son exploitation, pour finir avec 200 920 $ de recettes (342 200 $ avec l'inflation en 2018), soit 37 300 entrées.

## Autour du film
- Le film est considéré à la fois comme l'œuvre la plus amusante et la moins travaillée de Kitano.[réf. nécessaire] Destiné à toute la famille, le film fut inspiré du Magicien d'Oz, dont les prémices sont un road trip. Les éléments récurrents de l'œuvre de Kitano sont présents : des dessins, vignettes, bords de mer, temples et anges. Cependant le thème du gangster, pour lequel Kitano est reconnu, n'est que peu présent, prouvant au public qu'il est capable d'autres genres. L'inspiration de ses débuts dans la comédie est clairement présente dans le film. Bien que le film soit principalement composé d'évènements tristes, il possède une atmosphère comique, principalement au travers du personnage de Kitano et de ses rencontres bizarres.
- L'inspiration de Kitano pour le personnage de Kikujiro provient de son propre père, un joueur pathologique qui lutta pour nourrir sa famille et payer le loyer.
- Sylvain Joubert effectue son dernier doublage de sa carrière, il mourra l'année suivante, d'un cancer, à 55 ans.